# Sydney
Sydney (pronunțat /ˈsɪd.niː/ în engleză) este capitala statului Noul Wales de Sud, Australia. De asemenea, orașul este cel mai mare din Australia, cu o populație de 4.200.000. În Sydney se află celebra Sydney Opera House. Opera din Sydney a fost inclusă în anul 2007 pe Lista Patrimoniului Cultural Mondial UNESCO.
Sydney este situat pe malul unuia dintre cele mai frumoase golfuri din lume, cu un port natural minunat, pe care navigatorul britanic James Cook l-a botezat, în 1770, Port Jackson.
Sydney deține recordul superlativelor în Australia: este cel mai mare oraș, cel mai mare centru industrial, cultural și financiar, cel mai mare port, cel mai mare nod de comunicație... În centrul orașului se află și cea mai mare aglomerație de zgârie-nori, de magazine, de galerii, de baruri și de restaurante.
În anul 2000, la Sydney au avut loc Jocurile Olimpice de vară, la care au participat un număr record de sportivi: 10.651 de concurenți din 199 de țări.

## Turism
Cele mai importante atracții turistice ale orașului sunt:
- Podul Harbour Bridge, de mari dimensiuni, cu o lungime de 1.149 m și înălțime de 134 m;
- Sydney Opera House, una dintre cele mai celebre clădiri ale secolului XX, de o arhitectură interesantă, cu acoperișul de forma unei scoici și prin a cărei valoare se află pe Lista patrimoniului mondial UNESCO;
- Muzeul Australiei (Australian Museum), cel mai vechi muzeu din Australia, cu o colecție bogată în domeniile antropologiei și istoriei naturale;
- Portul Darlington;
- Catedrala St Mary, cea mai mare catedrală romano-catolică din emisfera sudică;
- Luna Park Sydney, parc de distracții, a cărui intrare are forma unei fețe de clovn;
- Plaja Bondi Beach, cea mai faimoasă plajă din țară;
- Muzeul Național Maritim;
- Acvariumul.

## Evoluția numărului de locuitori
| Anul            | Nr. Loc.  |
| --------------- | --------- |
| 1800            | 2.540     |
| 1820            | 12.000    |
| 1851            | 39.000    |
| 1861            | 93.700    |
| 1871            | 134.800   |
| 3. aprilie 1881 | 224.200   |
| 5. aprilie 1891 | 383.400   |
| 31. martie 1901 | 487.900   |
| 2. aprilie 1911 | 647.400   |
| 4. aprilie 1921 | 897.600   |
| 30. iunie 1933  | 1.235.400 |
| 30. iunie 1947  | 1.484.400 |

| Anul           | Nr. Loc.  |
| -------------- | --------- |
| 30. iunie 1954 | 1.863.200 |
| 30. iunie 1961 | 2.181.200 |
| 30. iunie 1966 | 2.450.000 |
| 30. iunie 1971 | 2.799.600 |
| 30. iunie 1976 | 2.770.000 |
| 30. iunie 1981 | 2.870.000 |
| 30. iunie 1986 | 2.989.100 |
| 30. iunie 1991 | 3.097.956 |
| 9. august 1996 | 3.276.207 |
| 7. august 2001 | 3.502.301 |
| 8. august 2006 | 3.641.431 |

## Impărțirea administrativă a orașului
| - Ashfield - Auburn - Bankstown - Baulkham Hills - Blacktown - Botany Bay - Burwood - Camden | - Campbelltown - Canada Bay - Canterbury - Fairfield - Holroyd - Hornsby - Hunter's Hill - Hurstville | - Kogarah - Ku-ring-gai - Lane Cove - Leichhardt - Liverpool - Manly - Marrickville - Mosman | - North Sydney - Parramatta - Penrith - Pittwater - Randwick - Rockdale - Ryde - Strathfield | - Sutherland - Sydney - Warringah - Waverley - Willoughby - Woollahra |

## Personalități marcante
- Jesse Owens (1913 - 19800, atlet american;
- Ken Rosewall (n. 1934), tenismen;
- Annette Andre (n. 1939), actriță;
- Robert Dessaix (n. 1944), romancier, eseist și jurnalist;
- Kate Grenville (n. 1950), romancieră și profesoară de scriere creativă;
- Traci Harding (n. 1964), romancieră;
- Hugh Jackman (n. 1968), actor;
- Matthew Bingley (n. 1971), fotbalist;
- Toni Collette (n. 1972), actriță, cântăreață;
- Alvin Ceccoli (n. 1974), fotbalist;
- Chris Hemsworth (n. 1983), actor;
- Danny Vukovic (n. 1985), fotbalist;
- Faydee (n. 1987), cântăreț;
- Indiana Evans (n. 1990), actriță;
- Margot Robbie (n. 1990), actriță.